# Tropidophlebia
Tropidophlebia is een geslacht van wantsen uit de familie bodemwantsen (Lygaeidae). Het geslacht werd voor het eerst wetenschappelijk beschreven door Kerzhner in 1964.

## Soorten
Het genus bevat de volgende soorten:

- Tropidophlebia costalis (Herrich-Schäffer, 1850)
- Tropidophlebia subcarinata Muminov, 1973